# Vatica griffithii
Vatica griffithii är en tvåhjärtbladig växtart som beskrevs av Dietrich Brandis. Vatica griffithii ingår i släktet Vatica och familjen Dipterocarpaceae. Inga underarter finns listade i Catalogue of Life.